# 一条輝子
一条 輝子（いちじょう てるこ、1843年10月9日（天保14年9月16日） - 1880年（明治13年）7月30日）は、幕末の女性。のちの江戸幕府第15代征夷大将軍・徳川慶喜の許婚（のち破棄）。幼名は千代君。別名は照姫、輝姫。
父は醍醐忠順。養父は一条忠香。義姉妹に徳川慶喜の正室・一条美賀子や明治天皇の皇后・昭憲皇太后などがいる。

## 生涯
醍醐家・醍醐忠順の娘として生まれ、後に一条忠香の養女となる。
1848年（嘉永元年）、一橋徳川家当主・徳川慶喜と婚約するも、婚儀直前に疱瘡に罹患した。慶喜は代わって、輝子の義姉・一条美賀子と婚約する。
その後、越前国の真宗出雲路派寺院である毫摂寺の門主・善慶の正室となる。1880年（明治13年）に死去した。享年38。

## 照子姫の悲劇
婚約者であった徳川慶喜の外孫にあたる蜂須賀年子によると、輝子の婚約破棄は「照子姫の悲劇」として一族に語り継がれた。慶喜は婚約当時次期将軍と目されており、輝子もその婚約を誇らしく思っていたが、天然痘によりあばた顔になってしまったため、嫁入りを断念させられた。公卿や大名家ではいったん決まった婚約を破棄するのは簡単ではなく、一条家では輝子の身代わりを立てることとし、妹（のちの昭憲皇太后）はまだ子供であったため、年齢の合う今出川公久の娘・美賀子を急遽一条家の養子とし、輝子のために用意してあった花嫁衣装と道具を持たせて嫁がせた。年子が聞いた伝承では、悲観した輝子は慶喜や美賀子らを恨みながらのちに自害し、一族内では、美賀子の産んだ子が全員早世したのも、昭憲皇太后に子ができなかったのも輝子の怨霊のたたりと密かに噂したという。徳川家では輝子の霊を鎮めるため、一条家から輝子の御霊代（みたましろ）を取り寄せ祀っていたが、80年後に年子が一条家に返納させた。